# Solórzano
Solórzano es un municipio y localidad española de la comunidad autónoma de Cantabria, perteneciente a la comarca de Trasmiera. El término municipal limita al norte con el municipio de Hazas de Cesto y Ribamontán al Monte, al este con Voto, al sur con Ruesga y al oeste con Entrambasaguas. Se halla situado en un valle que riega un río poco caudaloso llamado Campiazo, a 37 kilómetros de Santander.

## Geografía
| Noroeste: Ribamontán al Monte | Norte: Hazas de Cesto | Nordeste: Hazas de Cesto y Voto |
| Oeste: Entrambasaguas         |                       | Este: Voto                      |
| Suroeste: Entrambasaguas      | Sur: Ruesga           | Sureste: Ruesga                 |

### Transporte

#### Carretera
Por el término municipal de Solorzano discurren las siguientes vías pertenecientes a la Red Secundaria de Carreteras de Cantabria:
- CA-266: Alto de Jesús del Monte - Hazas de Cesto - Riva
- CA-267: Solórzano - Bádames

Y las siguientes carreteras de la Red Local:
- CA-652: Hoznayo - Riaño
- CA-653: Acceso a Riaño
- CA-673: Solórzano - Quintana
- CA-674: Acceso a Riolastras
- CA-675: Acceso a Fresnedo

#### Autobuses
La siguiente línea de transporte público circula por este municipio:
- Turytrans: Solares - Riaño

## Toponimia
Filólogos como Rafael Lapesa atribuyen el topónimo Solórzano a una influencia de las palabras prerromanas "campo" o "prado". Antiguamente se llamaría Selórzeno. En el año 1618 se dice que el señor Juan Fernando Mioño y Bravo de Hoyos y Solórzano Acebedo era señor de la casa de Solórzano.

## Historia

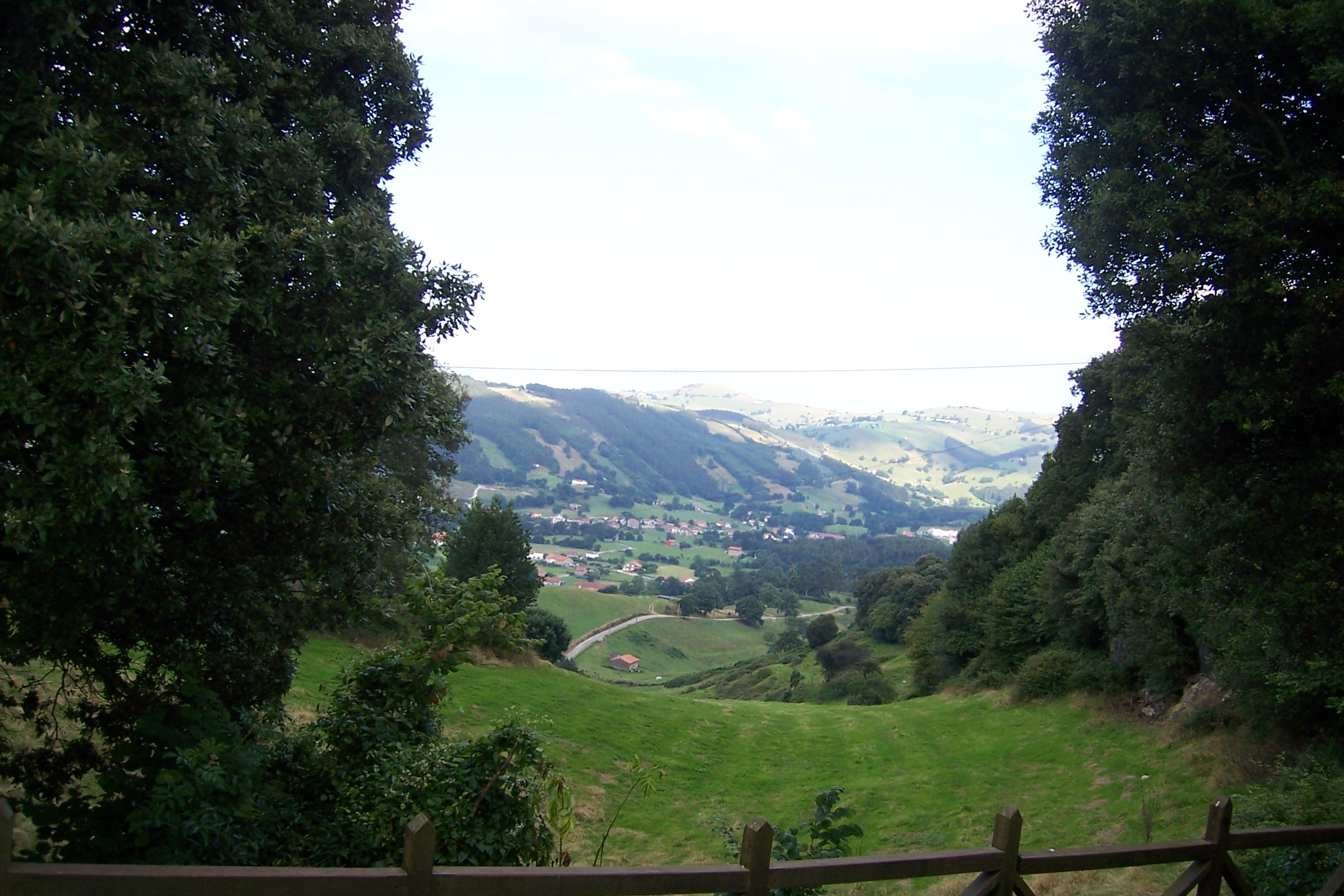
Paisaje de Solórzano

Las primeras noticias que se tienen de la iglesia parroquial de San Pedro que está ubicada en este pueblo datan del año 1615, el cuerpo de la misma debió ser construido entre 1590 y 1630, según Karen Mazarrasa Mowinckel, autora de un libro sobre el patrimonio monumental de este municipio. En el presbiterio se aloja el retablo de San Pedro, obra barroca de estilo prechurrigueresco, realizado entre los años 1694 y 1702 por los maestros Juan del Arroyo, Bartolomé de la Bodega y Juan de Lombera. Dentro del capítulo de arquitectura civil, lo más destacable es el palacio del Campo Solórzano, situado en el barrio de la Puente. Se trata de un edificio quizás de mediados del siglo XVII.

## Patrimonio
Destaca el palacio de Antonio Maura, bien de interés local, así como dos bienes inventariados: la casona de “Campo Solórzano” y la ermita de San Sebastián.

## Demografía
Solórzano cuenta con una población de 1110 habitantes (INE 2024).
| Gráfica de evolución demográfica de Solórzano entre 1842 y 2021                                                     |
| |
| Población de derecho según los censos de población del INE Población de hecho según los censos de población del INE |

## Administración y política

### Gobierno municipal
El 17 de febrero de 2007 murió el alcalde más veterano de España, Luis Gómez de la Sota, a los 89 años de edad. Estuvo 48 años al cargo de Solórzano, al principio con Alianza Popular (AP), más tarde con Unión para el Progreso de Cantabria (UPCA) y por último con el Partido Regionalista de Cantabria (PRC). Tras las elecciones del 27 de mayo de 2007 salió elegido como alcalde Javier González Barquín (PRC). En noviembre de 2015 fue sustituido por enfermedad por Gema Perojo García (PRC) como alcaldesa en funciones hasta el 16 de mayo de 2017, cuando tomó posesión del cargo como alcaldesa de Solórzano.
| Partido político                         | 2023  | 2023  | 2023       | 2019  | 2019  | 2019       | 2015  | 2015  | 2015       | 2011  | 2011  | 2011       | 2007  | 2007  | 2007       | 2003  | 2003  | 2003       |
| Partido político                         | Votos | %     | Concejales | Votos | %     | Concejales | Votos | %     | Concejales | Votos | %     | Concejales | Votos | %     | Concejales | Votos | %     | Concejales |
| Partido Popular (PP)                     | 349   | 47,35 | 5          | 288   | 39,07 | 4          | 304   | 42,88 | 4          | 248   | 32,72 | 3          | 134   | 16,90 | 1          | 197   | 26,06 | 2          |
| Partido Regionalista de Cantabria (PRC)  | 316   | 42,87 | 4          | 384   | 52,10 | 5          | 319   | 44,99 | 4          | 390   | 51,45 | 5          | 481   | 60,66 | 7          | 474   | 62,70 | 5          |
| Partido Socialista Obrero Español (PSOE) | 68    | 9,22  | 0          | 61    | 8,27  | 0          | 78    | 11,00 | 1          | 30    | 3,96  | 0          | 50    | 6,31  | 0          | 73    | 9,66  | 0          |
| La Unión (LU)                            | —     | —     | —          | —     | —     | —          | —     | —     | —          | 81    | 10,69 | 1          | 125   | 15,76 | 1          | —     | —     | —          |

### Organización territorial
- La Collada
- Fresnedo
- Garzón
- Regolfo
- Riaño
- Riolastras
- Solórzano (capital)